# 5e Bureau politique du Parti communiste chinois

Le 5e Bureau politique du Parti communiste chinois est l'organe dirigeant principal du Parti communiste chinois, élu par le Comité central du Parti, lui-même élu par le 5e congrès national du Parti qui s’est tenu à Wuhan dans la province du Hubei, en 1927. Il est remplacé par le 6e Bureau politique le 19 juillet 1928.

## Membres
Les membres du bureau politique sont les suivants :
Par ordre de préséance
1. Chen Duxiu (陈独秀)
2. Cai Hesen (蔡和森)
3. Li Weihan (李维汉)
4. Qu Qiubai (瞿秋白)
5. Zhang Guotao (张国焘)
6. Tan Pingshan (谭平山)
7. Li Lisan (李立三)
8. Zhou Enlai (周恩来)

### Autres membres
1. Su Zhaozheng (苏兆征)
2. Zhang Tailei (张太雷)

## Comité permanent du Bureau politique
Par ordre de préséance
1. Chen Duxiu
2. Zhang Guotao
3. Cai Hesen